# Clubiona subrostrata
Clubiona subrostrata är en spindelart som beskrevs av Zhang och Hu 1991. Clubiona subrostrata ingår i släktet Clubiona och familjen säckspindlar. Inga underarter finns listade i Catalogue of Life.